# Етиопска оријентално-православна црква
Етиопска оријентално-православна црква је по броју верника највећа оријентално-православна црква, са око 36 милиона припадника у Етиопији и расејању. Етиопска црква, заједно са осталим оријентално-православним црквама, заступа специфичну миафизитску христологију, поштује изворни Никејско-цариградски симбол вере, заступа правоверну пнеуматологију и не признаје филиоквистичку јерес, нити било коју другу хулу на Светог духа.

## Историја
Етиопска православна тевахедо црква вуче своје корене још из новозаветног доба. Све до 20. века ова Црква била је у саставу Коптске оријентално-православне цркве. Након свргавања војног режима генерала Менгисту-а 1991. године настао је процват црквеног живота за Етиопску цркву.
Према Делима апостолским (8,26-40), ђакон Филип је крстио евнуха, дворанина етиопске царице Кандакије који је донео Јеванђеље у своју отаџбину. Историјски је установљено да су овде средином 4. века проповедали браћа Фрументије и Едесије из Тира, који су претходно били робови на краљевском двору у Аксуму. Фрументије је отпутовао у Александрију где га је за епископа хиротонисао Атанасије Велики (негде око 295.-373.), а у повратку крсти је аксумског краља Езану. Обраћењем краљевске куће хришћанство је постало државна религија. На челу Цркве је стајао митрополит, звани абуна, кога је убудуће хиротонисао коптски александријски патријарх. Ова институционална зависност Етиопске од Коптске цркве трајала је све до 20. века.
За монашки живот били су значајни тзв. „Девет римских светитеља“, што су монаси који су после свог изгона из Сирије у другој половини 5. века дошли у Етиопију; у овој Цркви се сматрају оснивачима монаштва.
Године 1270. дошло је до смене династија: на место Цагве-династије дошла је тзв. „соломонска династија“, која је окончана тек свргавањем последњег хришћанског цара Хаила Селасија 12. септембра 1974. године и његовим погубљењем 1975. Владавина ове династије у трајању дужем од 700 година оставила је трајан печат на етиопску Цркву и културу. У историјском спису Кебре негест („слава царевâ“), написаном почетком 14. века, налази се правно оправдање династије - довођење у везу етиопске историје спасења с царем Соломоном: према овом спису, царица од Сабе је после своје посете Соломону понела сина, ког је назвала Менилек. Кад је Менилек одрастао, отпутовао је своме оцу Соломону у Јерусалим и овај га је поставио за етиопског цара. Према споменутом историјском делу, Менилекови пратиоци су украли Ковчег завета из јерусалимског храма, а у Јерусалиму на своје место оставили репродукцију, док су оригинални Ковчег донели у Етиопију. Овај оригинал, према предању, налази се у Саборној цркви Марије Сионске у Аксуму.
Свест да је етиопски народ пореклом постао „нови Израиљ“ и да је земља будући христијанизирана древним мисионарским радом, постала „истински Израиљ“, најснажније је обликовала Етиопску цркву као државну. Ово довођење у везу са Израиљом показује се и у култури етиопског народа и његове Цркве све до данас.
Из тог разлога неки обичаји који воде порекло из јудејства су преузети и очувани. Значајан предмет у свакој етиопској цркви јесте табот на олтару, што је репродукција Ковчега завета. Даље, слично подели јерусалимског храма, све етиопске цркве су подељене на три дела: олтар или светиња над светињама, лађа цркве или светиња намењена за вернике који се причешћују, и припрата за оне који се не причешћују. Субота се празнује исто свечано као и недеља, а почетак године је, сходно јеврејском календару, у септембру. Крштење дечака обавља се после 40 дана, а девојчице после 80 дана од рођења, а обрезање дечака осмог дана по рођењу. Па и у називима места, као што су Назарет, Магдала, или манастирâ као што су Дебре Либан, Дебре Тавор или Гетсиманија, опажа се та повезаност са Израиљом,
У 19. веку је цара Теведроса II (1855—1868) помазао за цара коптски митрополит у Етиопији, и то за „цара царева“, што је титула коју је задржао етиопски цар све до последњег цара, Хаила Селасија. Коптски православни митрополит Кирило преузео је 1929. кораке у правцу црквеног осамостаљења, па је у том циљу хиротонисао пет Етиопљана за епископе. Али тек је 1951. Етиопска црква, после смрти митрополита Кирила, добила свог сопственог митрополита (абуну), ког је 1959. коптски папа и патријарх узвисио за патријарха. Међутим, ова Црква стоји у веома блиским односима с Мајком Црквом у Каиру. Тек 1994. године је Коптска оријентално-православна црква признала пуну аутокефалност Етиопске православне цркве.
После свргнућа цара Хаила Селасија 12. септембра 1974. од стране војне хунте, уследило је, одвајање Цркве од државе, као и конфисковање и подруштвљење црквене имовине. Режим је 1976. свргао патријарха Теофила и 1979. погубио га. Генерал Менгисту Хајле Маријам је 1977. преузео власт и владао је, према стаљинистичком узору, прогањањем хришћана и изгладњивањем народа. Свргнут је маја 1991. године.